# Moslavina
Moslavina – kraina historyczno-geograficzna w Chorwacji.

## Geografia

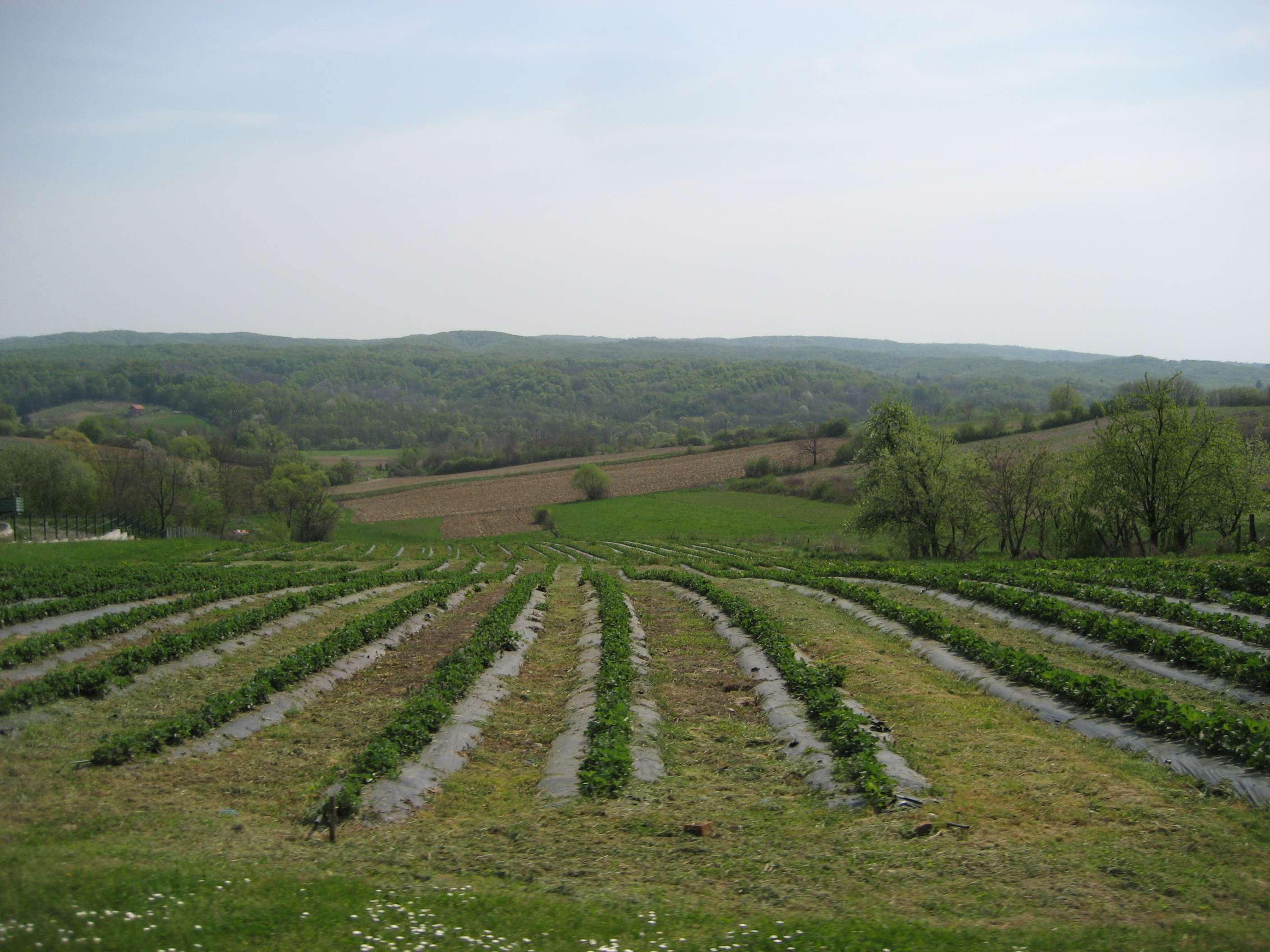
Widok na Moslavačką gorę

Moslavina jest położona pomiędzy rzekami Lonja (południe i zachód), Česma (północ) i Ilova (wschód). W węższym znaczeniu Moslavina to obszar leżący u podnóża Moslavačkiej gory.
Stolicą regionu jest Kutina. Pozostałe ważniejsze miejscowości to Ivanić-Grad, Popovača, Garešnica i Čazma.
Miejscowe rolnictwo oparte jest na uprawie winorośli, zbóż, cykorii, tytoniu, owoców i warzyw oraz na hodowli bydła mlecznego. Na terenie Moslaviny znajdują się złoża ropy naftowej i gazu ziemnego. Wydobywa się tu również gabro i granit. Funkcjonuje przemysł drzewny, petrochemiczny, tekstylny, spożywczy, metalowy i elektroniczny.

## Historia
W średniowieczu obszar Moslaviny podzielony był na następujące okręgi: Garić, Gračenica, Moslavina i Čazma. Rozwój cywilizacyjny miał miejsce w XIII wieku za rządów Beli IV. Po najeździe mongolskim postanowiono wznieść zamki Moslavina, Garić, Jelengrad, Bršljanovac, Kutinjac grad i Košutagrad, wokół których rozwijała się sieć osadnicza.
Od 1493 roku Moslaviną władał ród Erdődy. Dalszy rozwój demograficzny i gospodarczy Moslaviny miał miejsce w XV wieku. W kolejnych wiekach został on jednak zatrzymany przez najazdy osmańskie. Osmański podbój rozpoczął się w 1540 roku. Pięć lat później padła twierdza Moslavina. W 1552 roku cała Moslavina została opanowana przez imperium. Nastąpiła migracja miejscowej ludności. W 1591 roku Chorwaci odzyskali kontrolę nad twierdzą Moslavina. Od XVII wieku nastąpił okres ponownego rozwoju gospodarczo-demograficznego. W związku ze wzrostem obciążeń pańszczyźnianych w XVIII wieku wybuchały bunty chłopskie oraz następowała migracja ludności na teren Krajiny.
W 1886 roku ród Erdődy sprzedał Moslavinę. Pod koniec XIX wieku, w związku z rozwojem transportu, miała miejsce industrializacja. Podczas II wojny światowej w 1941 roku sformowaniu uległy oddziały partyzanckie, które w 1943 roku rozpoczęły akcje wyzwoleńcze. Wyzwolenie miało miejsce w maju 1945 roku.